# Обераурах
Обераурах (њем. Oberaurach) општина је у њемачкој савезној држави Баварска. Једно је од 26 општинских средишта округа Хасберге. Према процјени из 2010. у општини је живјело 4.305 становника. Посједује регионалну шифру (AGS) 9674159.

## Географски и демографски подаци
Обераурах се налази у савезној држави Баварска у округу Хасберге. Општина се налази на надморској висини од 350 метара. Површина општине износи 45,2 km². У самом мјесту је, према процјени из 2010. године, живјело 4.305 становника. Просјечна густина становништва износи 95 становника/km².